# Callicrania plaxicauda
Callicrania plaxicauda är en insektsart som beskrevs av Barat 2007. Callicrania plaxicauda ingår i släktet Callicrania och familjen vårtbitare. Inga underarter finns listade i Catalogue of Life.